# Mięsień strzałkowy trzeci
Mięsień strzałkowy trzeci (łac. musculus peroneus tertius, musculus fibularis tertius) – w anatomii człowieka mięsień należący do grupy przedniej mięśni goleni, często mniej lub bardziej połączony z mięśniem prostownikiem długim palców i wtedy traktowany jako jego część, a nie osobny mięsień. Rozpoczyna się na części dalszej powierzchni przyśrodkowej kości strzałkowej, a kończy się ścięgnem na grzbietowo-przyśrodkowej powierzchni podstawy V, a często także IV kości śródstopia. Ścięgno to często dochodzi także do rozcięgna grzbietowego palca V. Unerwiony jest przez gałązki nerwu strzałkowego głębokiego (L4–5, S1). Jego działanie polega na zginaniu grzbietowym, nawracaniu i odwodzeniu stopy.